# Exposición ganadera

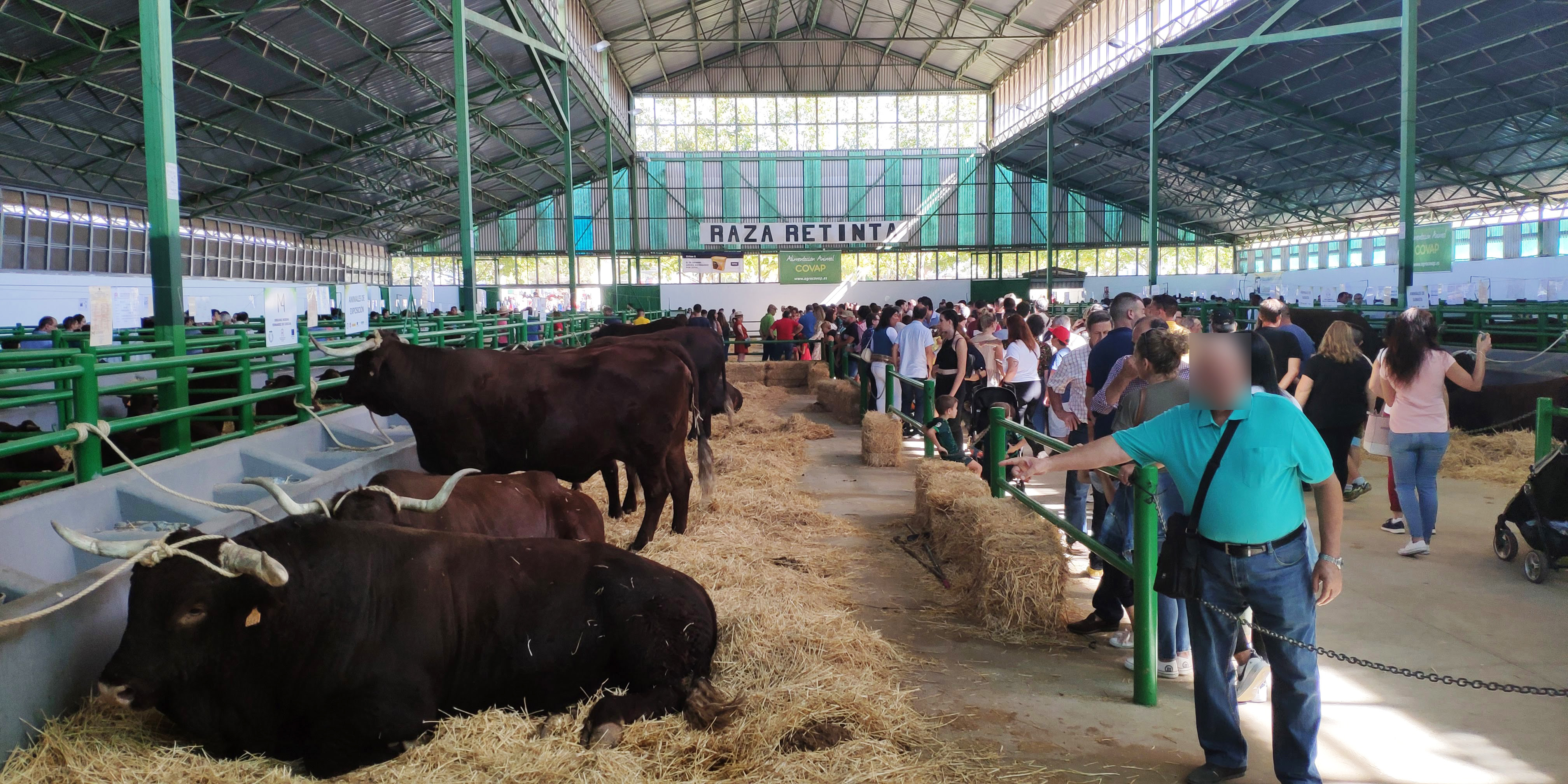
Ejemplares de raza retinta en la Feria ganadera de Zafra, Badajoz.

Una exposición ganadera es una exhibición o feria en la que se muestran diferentes representantes del sector ganadero. 
Se entiende por estos representantes no sólo a los animales de ganadería sino a la maquinaria del sector, las nuevas técnicas de optimización productiva, la alimentación animal y un largo etcétera. Estas muestras suelen incluir cerdos, vacas, toros, ovejas, cabras, caballos, conejos, gallinas, pollos, patos y otros animales de granja o típicos de las explotaciones ganaderas. Las exhibiciones o ferias de ganadería tienen entre sus objetivos el desarrollo de la industria ganadera mejorando la calidad de la carne de consumo.
Asimismo persiguen la profesionalización del sector, el refuerzo de sus canales de comercialización, dar a conocer la labor del sector ganadero y la proyección de las distintas especies. En ocasiones, de forma paralela, se realizan conferencias a cargo de expertos sobre políticas regionales en la producción de alimentos, los biocombustibles, la producción agrícola y la competitividad.
En muchas de estas exposiciones se celebran concursos para premiar según diversos rasgos fenotípicos algunos ejemplares de las especies expuestas. Las características más frecuentemente evaluadas son la masa magra, la corrección postural y estructural, el tamaño, el estilo y el equilibrio, entre otras.
- Datos: Q5853501